# Bäckerei Dreißig
Die Bäckerei Dreißig GmbH & Co. KG ist eine Bäckerei-Kette, die in Brandenburg, Sachsen und Berlin Filialen betreibt. Die Produktion und der Unternehmenssitz befinden sich im Gubener Ortsteil Deulowitz.

## Geschichte

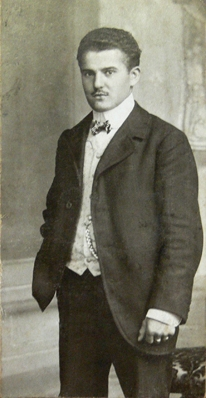
Paul Dreißig, Gründer der Bäckerei Dreißig

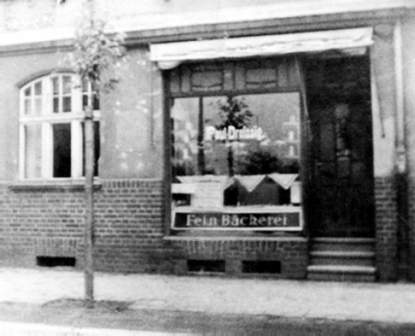
Erstes Bäckereigeschäft der Familie Dreißig in Guben, 1920er Jahre

Im Sommer 1911 eröffnete Paul Dreißig eine Bäckerei in Guben, welche 1914 innerhalb der Stadt in neu errichtete Geschäftsräume übersiedelte. In den Jahren nach Ende des Zweiten Weltkriegs wurde die Bäckerei von dessen Sohn Werner Dreißig übernommen.
Nach dessen Tod in den 1970er Jahren führte schließlich dessen Sohn Peter Dreißig als Bäckermeister in der dritten Generation den Betrieb. Zur Zeit der politischen Wende in der DDR umfasste dieser elf Mitarbeiter.

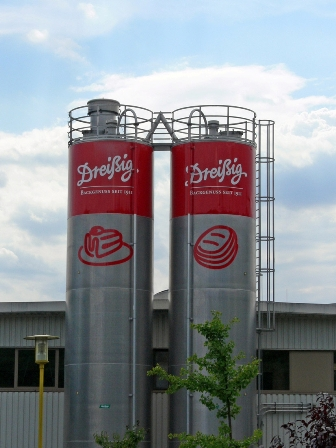
Derzeitige Produktionsstätte des Unternehmens

Nach der Wende erwarb die Bäckerei die ehemalige Werksküche des Chemiefaserwerkes Guben und errichtete eine moderne Produktionsanlage, die im Jahr 1992 die Produktion aufnahm. Als eine der ersten familiengeführten Bäckereien in den Neuen Bundesländern begann die Bäckerei Dreißig mit der Filialisierung. Im Jahr 1997 wurde zudem die „Cottbuser Feinback GmbH“ eine hundertprozentige Tochtergesellschaft der Bäckerei Dreißig. Aufgrund des Wachstums des Filialnetzes bis Ende der 1990er Jahre musste die Produktion erweitert werden. Von 1998 bis 1999 wurde ein neues Produktionsgebäude im Gewerbegebiet Deulowitz in Guben errichtet, am neuen Standort wurde die Produktion für die „Cottbuser Feinback GmbH“ integriert.
Im November 2001 wurde Inhaber Peter Dreißig (1952–2022) zum Präsidenten der Handwerkskammer Cottbus gewählt. Er wurde bei den Folgewahlen 2006, 2011 und 2016 bestätigt. 2021 trat er nicht erneut zur Wiederwahl an. Er wurde daraufhin zum Ehrenpräsidenten der Handwerkskammer Cottbus ernannt.

## Heutige Situation
Heute beliefert die Bäckerei 104 Filialen in Brandenburg, Berlin und Sachsen und beschäftigt ca. 900 Mitarbeiter. Fast alle Filialen haben auch sonntags geöffnet.
Nach eigenen Angaben unterstützt das Unternehmen Vereine und Projekte vorwiegend in der Lausitz, so beispielsweise die Cottbusser Tafel und den Jugendfußball in der Niederlausitz in Form einer Partnerschaft mit dem Jugendförderverein Fußballunion Niederlausitz aus Guben.

## Auszeichnungen
- 1995: „Existenzgründerpreis des Landes Brandenburg“
- 2002: Verleihung des „Marktkiekers“ – Branchenoskar im deutschsprachigen Raum[5]
- 2006: Auszeichnung „Qualitätspreis Berlin/Brandenburg“ für produzierendes Gewerbe
- 2008: „Großer Preis des Mittelstandes“ der Oskar-Patzelt-Stiftung[6]